# MCGA
MCGA, MultiColor Graphics Adapter — многоцветный графический адаптер, появившийся в ранних моделях компьютеров от IBM PS/2 (модели 25 и 30). Адаптер был встроен на материнскую плату и никогда не выпускался в виде отдельной платы.

## Особенности
- Объём видеопамяти адаптера составлял 64 килобайта, располагалась она в адресном пространстве с адреса 0xB0000 по адрес 0xBFFFF.
- Текстовое разрешение было поднято до 640x400, что позволило использовать режим 80x50[1] при матрице 8x8, а для режима 80x25 использовать матрицу 8x16.
- Количество цветов увеличено до 262144[1] (64 уровня яркости по каждому цвету), для совместимости с EGA в текстовых режимах была введена таблица цветов, через которую выполнялось преобразование 64-цветного пространства EGA в цветовое пространство MCGA.
- Появился режим 320x200x256, где каждый пиксел на экране кодировался соответствующим байтом в видеопамяти, никаких битовых плоскостей не было. Этот режим в точности соответствовал аналогичному 256-цветному режиму VGA, благодаря чему на компьютерах, оснащённых этим адаптером, нормально работали все компьютерные игры и программы, рассчитанные на этот режим.
- Наличествовал также монохромный графический режим 640×480×2, полностью совместимый (по способу доступа к памяти и программированию управляющих регистров) с аналогичным режимом ранних VGA адаптеров. Использовался в графической оболочке GEM и основанных на ней программах, а также в Paintbrush версии IV.
- Подключение к монитору осуществлялось разъёмом DB-15, идентичным (по цоколёвке, размерам и электрическим параметрам сигналов) VGA.

## Совместимость
с EGA осталась совместимость только по текстовым режимам, совместимость с CGA была полная. Из-за огромного количества яркостей основных цветов возникла необходимость использования уже аналогового цветового сигнала, частота строчной развертки составляла уже 31,5 KГц.